# Драгољуб Војнов
Драгољуб Војнов (Београд, 2. септембра 1947 — Београд, 12. фебруар 2025) био је филмски епизодни глумац, продуцент и професор.

## Биографија
Дипломирао је 1975. године организацију продукције филма на Академији за позориште, филм, радио и телевизију. На филму је почео да глуми током студија али је повремено глумио и касније. Најпознатији је по епизодним улогама у филмовима као што су Бубашинтер, Тамо и натраг и по комичним епизодним улогама у хит комедијама Лаф у срцу, гдје је глумио Анитиног млађег брата, и Тесна кожа, где је глумио Пајковића.
Године 1976. запошљава се у филмској радној организацији Филм данас гдје прво ради на пословима организације производње филма, а већ 1978. године преузима функцију извршног продуцента у том филмском предузећу.
Као извршни продуцент потписао је филмске наслове попут: Тамо и натраг, Хајдук, Сок од шљива, Лаф у срцу, Тесна кожа итд.
После 90-их прелази у слободан статус и предаје филмску продукцију на БК Академији.
Задњих 10 година као директор филма потписао је домаће наслове као што су : Буђење из мртвих, Одбачен,С. О. С. — Спасите наше душе, и хит комедију Мали Будо.
Живeо је и радио у Београду. Његов син је филмски драматург и сценариста Димитрије Војнов.
Преминуо је 12. фебурара 2025. године.

## Филмографија
| Год.   | Назив                                  | Улога                 |
| ------ | -------------------------------------- | --------------------- |
| 1960-е |                                        |                       |
| 1967.  | Дим                                    |                       |
| 1967.  | Дежурна улица (Тв серија)              |                       |
| 1968.  | Подне                                  | уметник               |
| 1968.  | Вишња на Ташмајдану                    | Оли                   |
| 1968.  | Младићи и девојке 1 (Тв серија)        |                       |
| 1969.  | Хајде да се играмо                     |                       |
| 1969.  | Велики дан                             |                       |
| 1969.  | Трагедија на сплаву                    |                       |
| 1970-е |                                        |                       |
| 1970.  | Србија на Истоку                       | продавац новина       |
| 1971.  | Цео живот за годину дана (Тв серија)   | тапкарош              |
| 1971.  | Бубашинтер                             | словенац              |
| 1972.  | Изданци из опаљеног грма (Тв серија)   |                       |
| 1976.  | Влајкова тајна                         | Николче               |
| 1978.  | Тамо и натраг                          | гастарбајтер Миланче  |
| 1980-е |                                        |                       |
| 1981.  | Лаф у срцу                             | Антин други брат      |
| 1982.  | Приче из радионице                     | муштерија             |
| 1982.  | Тесна кожа                             | друг Пајковић         |
| 1982.  | Венеријанска раја                      | други покераш         |
| 1983.  | Задах тела                             | путник у возу         |
| 1983.  | Како сам систематски уништен од идиота | новинар               |
| 1984.  | Уна                                    | друг Предраг Петровић |
| 1986.  | Мисс                                   | Брејнс                |
| 1986.  | Срећна нова ’49.                       | Сова                  |
| 1987.  | Waitapu                                | Радовић               |
| 1987.  | Резервисти                             |                       |
| 1988.  | Тајна манастирске ракије               | Миша Кријумчар        |
| 1988.  | Вук Караџић (ТВ серија)                | Штампар               |
| 1990-е |                                        |                       |
| 1991.  | Иза зида                               | спонзор               |
| 1991.  | Мала                                   | коцкар                |
| 1995.  | Подземље                               | психијатар            |
| 1997.  | Горе доле(Тв серија)                   | ђубретар,теча         |
| 1998.  | Купи ми Елиота                         | Коцкар 1              |
| 2000-е |                                        |                       |
| 2000.  | Дорћол-Менхетн                         |                       |
| 2003.  | Сироти мали хрчки 2010                 | први тип из протокола |
| 2003.  | Е-Snuff                                |                       |
| 2005.  | Буђење из мртвих                       | продавац бензина      |
| 2005.  | Флерт                                  | писар                 |
| 2007.  | С. О. С. — Спасите наше душе           | рецепционер           |
| 2008.  | Чарлстон за Огњенку                    | старчић               |
| 2009.  | Живот и смрт порно банде               | продуцент 2           |
| 2009.  | Медени месец                           | власник кафића        |
| 2010-е |                                        |                       |
| 2011.  | Кориолан                               |                       |
| 2011.  | Парада                                 | свештеник             |

## Продукција филмова
| Год.     | Назив                        | Улога             |
| -------- | ---------------------------- | ----------------- |
| 1970.-те |                              |                   |
| 1976.    | Вагон ли                     | организатор       |
| 1978.    | Тамо и натраг                | извршни продуцент |
| 1978.    | Квар                         | извршни продуцент |
| 1980.-те |                              |                   |
| 1980.    | Панонски врх                 | извршни продуцент |
| 1980.    | Хајдук                       | извршни продуцент |
| 1981.    | Сок од шљива                 | извршни продуцент |
| 1981.    | Лаф у срцу                   | извршни продуцент |
| 1982.    | Недељни ручак                | извршни продуцент |
| 1982.    | Тесна кожа                   | извршни продуцент |
| 1983.    | Какав деда, такав унук       | извршни продуцент |
| 1983.    | Задах тела                   | извршни продуцент |
| 1984.    | Уна (филм)                   | извршни продуцент |
| 1985.    | Falosny princ                | извршни продуцент |
| 1985.    | Дивљи ветар                  | извршни продуцент |
| 1986.    | Црна Марија                  | извршни продуцент |
| 1986.    | Мисс (филм)                  | извршни продуцент |
| 1987.    | На путу за Катангу           | извршни продуцент |
| 1987.    | Увек спремне жене            | извршни продуцент |
| 1987.    | Марјуча или смрт             | продуцент         |
| 2000.-те |                              |                   |
| 2000.    | Дорћол-Менхетн               | директор филма    |
| 2005.    | Буђење из мртвих             | директор филма    |
| 2007.    | Одбачен                      | директор филма    |
| 2007.    | Доба невиности               | извршни продуцент |
| 2007.    | С. О. С. - Спасите наше душе | директор филма    |
| 2008.    | Чарлстон за Огњенку          | директор филма    |
| 2010.-те |                              |                   |
| 2010.    | Српски филм                  | извршни продуцент |
| 2014.    | Мали Будо                    | извршни продуцент |
| 2015.    | Црњански                     | извршни продуцент |
| 2016.    | Јесен самураја               | директор филма    |